# Libor Pimek
Libor Pimek (* 3. August 1963 in Most, Tschechoslowakei) ist ein ehemaliger tschechoslowakischer und später belgischer Tennisspieler.

## Leben
Pimek begann im Alter von sechs Jahren mit dem Tennissport. 1982 wurde er Tennisprofi und konnte bereits im darauf folgenden Jahr seinen ersten Doppeltitel auf der ATP World Tour erringen. Im Laufe seiner Karriere gewann er insgesamt 17 ATP-Doppeltitel, zudem stand er 1996 an der Seite von Byron Talbot im Finale der Rom Masters, unterlag dort jedoch Byron Black und Grant Connell in zwei Sätzen. Im Einzel war er weniger erfolgreich, seinen einzigen Titelgewinn auf der ATP-Tour feierte er 1984 in München. Zudem konnte er 1989 den Einzeltitel des ATP-Challenger-Turnier von Knokke erringen. Seine höchste Notierung in der Tennis-Weltrangliste erreichte er 1985 mit Position 21 im Einzel sowie 1996 mit Position 15 im Doppel.
Sein bestes Einzelergebnis bei einem Grand-Slam-Turnier war das Erreichen der dritten Runde bei den US Open 1987, wo er Mats Wilander unterlag. In der Doppelkonkurrenz erreichte er 1996 an der Seite von Byron Talbot das Viertelfinale der French Open. Im Mixed stand er zwei Mal im Viertelfinale der French Open, 1991 mit Larisa Neiland sowie 1996 mit Katrina Adams.
Pimek spielte zwischen 1983 und 1985 vier Einzel- und zwei Doppelpartien für die tschechoslowakische Davis-Cup-Mannschaft, wovon er zwei Einzel und ein Doppel gewinnen konnte. 1989 wurde Pimek, der mit einer Belgierin verheiratet ist, belgischer Staatsbürger. 1991 trat er für die belgische Davis-Cup-Mannschaft an. Bis 1998 bestritt er sieben Doppelpartien, von denen er zwei gewann.

## Erfolge
| Legende                       |
| Grand Slam                    |
| Tennis Masters Cup            |
| ATP Masters Series            |
| ATP International Series Gold |
| ATP International Series (18) |
| ATP Challenger Series (7)     |

### Einzel

#### Turniersiege

##### ATP Tour
| Nr. | Datum        | Turnier | Belag | Finalgegner | Ergebnis           |
| --- | ------------ | ------- | ----- | ----------- | ------------------ |
| 1.  | 14. Mai 1984 | München | Sand  | Gene Mayer  | 6:4, 4:6, 7:6, 6:4 |

##### Challenger Tour
| Nr. | Datum          | Turnier | Belag | Finalgegner   | Ergebnis |
| --- | -------------- | ------- | ----- | ------------- | -------- |
| 1.  | 9. August 1982 | Ostende | Sand  | Haroon Ismail | 6:2, 7:5 |
| 2.  | 7. August 1989 | Knokke  | Sand  | Radek Zahraj  | 7:6, 7:6 |

#### Finalteilnahmen
| Nr. | Datum             | Turnier | Belag     | Finalgegner    | Ergebnis                |
| --- | ----------------- | ------- | --------- | -------------- | ----------------------- |
| 1.  | 18. November 1985 | Wien    | Hartplatz | Jan Gunnarsson | 7:6, 2:6, 4:6, 6:1, 5:7 |

### Doppel

#### Turniersiege

##### ATP Tour
| Nr. | Datum              | Turnier     | Belag   | Partner              | Finalgegner                       | Ergebnis      |
| --- | ------------------ | ----------- | ------- | -------------------- | --------------------------------- | ------------- |
| 01. | 21. März 1983      | Nizza       | Sand    | Bernard Boileau      | Bernard Fritz Jean-Louis Haillet  | 6:3, 6:4      |
| 02. | 2. April 1984      | Bari        | Sand    | Stanislav Birner     | Marcel Freeman Tim Wilkison       | 2:6, 7:6, 6:4 |
| 03. | 8. Juli 1985       | Boston      | Sand    | Slobodan Živojinović | Peter McNamara Paul McNamee       | 2:6, 6:4, 7:6 |
| 04. | 16. Juni 1986      | Athen       | Sand    | Blaine Willenborg    | Carlos di Laura Claudio Panatta   | 5:7, 6:4, 6:2 |
| 05. | 11. August 1986    | St. Vincent | Sand    | Pavel Složil         | Bud Cox Michael Fancutt           | 6:3, 6:3      |
| 06. | 10. September 1990 | Bordeaux    | Sand    | Tomás Carbonell      | Mansour Bahrami Yannick Noah      | 6:3, 6:7, 6:2 |
| 07. | 30. März 1992      | Estoril     | Sand    | Hendrik Jan Davids   | Luke Jensen Laurie Warder         | 3:6, 6:3, 7:5 |
| 08. | 6. Juli 1992       | Gstaad      | Sand    | Hendrik Jan Davids   | Petr Korda Cyril Suk              | Aufgabe       |
| 09. | 7. Juni 1993       | Florenz     | Sand    | Tomás Carbonell      | Mark Koevermans Greg Van Emburgh  | 7:6, 2:6, 6:1 |
| 10. | 2. August 1993     | Prag        | Sand    | Hendrik Jan Davids   | Jorge Lozano Jaime Oncins         | 6:3, 7:6      |
| 11. | 13. September 1993 | Bukarest    | Sand    | Menno Oosting        | George Cosac Ciprian Porumb       | 7:6, 7:6      |
| 12. | 31. Juli 1995      | Prag        | Sand    | Byron Talbot         | Jiří Novák David Rikl             | 7:5, 1:6, 7:6 |
| 13. | 29. Januar 1996    | Zagreb      | Teppich | Menno Oosting        | Martin Damm Hendrik Jan Davids    | 6:3, 7:6      |
| 14. | 11. März 1996      | Kopenhagen  | Teppich | Byron Talbot         | Wayne Arthurs Andrew Kratzmann    | 7:6, 3:6, 6:3 |
| 15. | 15. Juli 1996      | Stuttgart   | Sand    | Byron Talbot         | Tomás Carbonell Francisco Roig    | 6:2, 5:7, 6:4 |
| 16. | 22. Juli 1996      | Kitzbühel   | Sand    | Byron Talbot         | David Adams Menno Oosting         | 7:6, 6:3      |
| 17. | 29. September 1997 | Palermo     | Sand    | Andrew Kratzmann     | Hendrik Jan Davids Daniel Orsanic | 3:6, 6:3, 7:6 |

##### Challenger Tour
| Nr. | Datum            | Turnier | Belag | Partner               | Finalgegner                         | Ergebnis      |
| --- | ---------------- | ------- | ----- | --------------------- | ----------------------------------- | ------------- |
| 1.  | 18. Oktober 1982 | Porto   | Sand  | Thierry Stevaux       | Andy Kohlberg Robbie Venter         | 4:6, 7:6, 7:5 |
| 2.  | 3. Juli 1989     | Rümikon | Sand  | Markus Zoecke         | Russell Barlow Harald Rittersbacher | 6:3, 6:4      |
| 3.  | 28. August 1989  | Nyon    | Sand  | Nicholas Fulwood      | João Cunha e Silva David Macpherson | 6:7, 7:6, 6:4 |
| 4.  | 30. Mai 1994     | Turin   | Sand  | Leonardo Lavalle      | Richard Schmidt Greg Van Emburgh    | 6:2, 7:6      |
| 5.  | 11. Juli 1994    | Ostende | Sand  | Marcos Aurelio Górriz | Jeff Belloli Martin Zumpft          | 7:6, 2:6, 6:4 |

#### Finalteilnahmen
| Nr. | Datum              | Turnier    | Belag       | Partner            | Finalgegner                     | Ergebnis                |
| --- | ------------------ | ---------- | ----------- | ------------------ | ------------------------------- | ----------------------- |
| 01. | 23. September 1984 | Genf       | Sand        | Tomáš Šmíd         | Michael Mortensen Mats Wilander | 4:6, 6:2, 6:3, 3:6, 2:6 |
| 02. | 22. September 1985 | Bordeaux   | Sand        | Blaine Willenborg  | David Felgate Steve Shaw        | 4:6, 7:5, 4:6           |
| 03. | 11. Februar 1991   | Brüssel    | Teppich     | Michiel Schapers   | Todd Woodbridge Mark Woodforde  | 3:6, 0:6                |
| 04. | 11. August 1991    | Prag       | Sand        | Daniel Vacek       | Vojtěch Flégl Cyril Suk         | 4:6, 2:6                |
| 05. | 2. März 1992       | Kopenhagen | Teppich (i) | Hendrik Jan Davids | Nicklas Kulti Magnus Larsson    | 3:6, 4:6                |
| 06. | 14. September 1992 | Köln       | Sand        | Ronnie Båthman     | Horacio de la Peña Gustavo Luza | 7:6, 0:6, 2:6           |
| 07. | 26. Juli 1993      | Hilversum  | Sand        | Hendrik Jan Davids | Jacco Eltingh Paul Haarhuis     | 6:4, 2:6, 5:7           |
| 08. | 28. Mai 1995       | Bologna    | Sand        | Vincent Spadea     | Byron Black Jonathan Stark      | 5:7, 3:6                |
| 09. | 25. Juni 1995      | St. Pölten | Sand        | Byron Talbot       | Bill Behrens Matt Lucena        | 5:7, 4:6                |
| 10. | 19. Mai 1996       | Rom        | Sand        | Byron Talbot       | Byron Black Grant Connell       | 2:6, 3:6                |
| 11. | 9. März 1997       | Rotterdam  | Teppich (i) | Byron Talbot       | Jacco Eltingh Paul Haarhuis     | 6:7, 4:6                |
| 12. | 3. August 1998     | Amsterdam  | Sand        | Andrew Kratzmann   | Paul Kilderry Nicolás Lapentti  | 6:3, 5:7, 6:7           |